# Kornatický potok
Kornatický potok je pravostranný přítok řeky Úslavy v okresech Rokycany, Plzeň-jih a Plzeň-město v Plzeňském kraji. Délka toku činí 17,8 km. Plocha povodí měří 50,5 km².

## Průběh toku
Potok pramení v Brdech, severně od Trokavecké skály, v nadmořské výšce okolo 675 m. Na horním toku teče převážně západním směrem podél okraje lesa rozprostírajícího se jižně od Trokavce. Jižně od Příkosic zadržuje vody potoka Příkosický rybník. Níže po proudu, u východního okraje Mešna, se tok obrací na jihozápad k Lipnici. Východně od místního nákladiště a zastávky protéká nejprve pod železniční tratí č. 175 a po několika dalších stech metrech pod silnicí II/117. Od Lipnice dále proudí na severozápad k obci Kornatice, kde přijímá zprava Kábovský potok. Od ústí Kábovského potoka směřuje potok na západ, vtéká do lesů, kde napájí Kornatický rybník. Před ústím Hádeckého potoka se při pravém břehu na buližníkovém suku nalézá zřícenina hradu Lopata, která je chráněna jako kulturní památka ČR. Od ústí Hádeckého potoka až téměř po ústí do Úslavy se v lesnatém údolí Kornatického potoka nacházejí chatové osady. Do Úslavy se vlévá u Šťáhlavic na 23,9 říčním kilometru v nadmořské výšce okolo 350 m.

### Větší přítoky
- Kábovský potok, zprava, ř. km 5,7
- Hádecký potok, zprava, ř. km 1,8

## Vodní režim
Průměrný průtok Kornatického potoka u ústí činí 0,24 m³/s.

## Mlýny
- Kornatický mlýn – Kornatice, okres Rokycany